# Daniele De Rossi
Daniele De Rossi (Roma, 24 de julho de 1983) é um treinador e ex-futebolista italiano que atuava como volante. Atualmente está sem clube.
Ídolo histórico da Roma quando jogador, disputou sua primeira partida pelo clube no dia 10 de outubro de 2001, inicialmente atuando como um meia ofensivo. Ao longo dos anos foi recuando seu posicionamento em campo, até firmar-se como volante e assumir a titularidade absoluta na equipe. Apesar de não ter levantado grandes troféus pelo clube romano, conquistou a Copa da Itália duas vezes, em 2007 e 2008, e a Supercopa da Itália em 2007. Herdou a braçadeira de capitão da Roma no início da temporada 2017–18, após a aposentadoria de Francesco Totti. Ao final da temporada 2018–19, De Rossi deixou a equipe depois de incríveis 18 temporadas. Com 616 partidas realizadas pelos Giallorossi, é o segundo jogador que mais vezes entrou em campo pelo clube, atrás apenas de Totti.
Pelas categorias de base da Itália, De Rossi venceu a Euro Sub-21 de 2004 e conquistou no mesmo ano a medalha de bronze com a Seleção Olímpica em Atenas. Já pela Seleção Italiana principal, foi titular e sagrou-se campeão do mundo em 2006, além de vice-campeão europeu em 2012. Por conta do bom desempenho em 2006, foi nomeado o melhor jovem jogador italiano pela Associação Italiana de Jogadores (AIC). Já em 2009, foi eleito o melhor jogador italiano e ainda apareceu na oitava posição dentre os melhores meias do mundo, segundo o jornal L'Équipe.

## Carreira como jogador

### Roma
| “                  | Se dependesse só de mim, estaria pronto para amanhã de manhã assinar um contrato por mais cinco, dez anos, talvez até o fim de 2030. | ” |
| — Daniele De Rossi | |   |

Foi assim, que no final de 2007, Daniele De Rossi respondeu às especulações que o colocavam na mira de gigantes do futebol internacional. Como bom filho da cidade eterna, o jogador possui lealdade e carisma muitas vezes testados em campo em contraste com sua forte personalidade e com a vontade dentro das quatro linhas. O que já foi suficiente para convertê-lo em ídolo capitolino.
Atacante da amadora Ostia Mare, aos catorze anos foi levado para a Roma por seu pai, Alberto De Rossi, técnico dos allievi — a categoria Sub-16 no futebol da Itália. Ocasião perfeita para pipocarem os boatos de nepotismo, que não demoraram a sumir. Quatro anos depois, o agora volante já tinha quatro jogos e dois gols pelo time principal, algo surpreendente para um jogador da idade no cenário italiano. Os gols, aliás, têm marcado sua carreira. Logo na estreia pela squadra azzurra, nas Eliminatórias para a Copa do Mundo FIFA de 2006, De Rossi precisou de apenas quatro minutos para decretar a vitória do time contra a Noruega.
Na temporada 2003–04, De Rossi já era figura comum na Roma, com apenas dezenove anos. Sob a batuta de Fabio Capello, começou a jogar mais recuado até ganhar mais confiança para assumir de vez o meio-campo giallorosso no ano seguinte. E foi essencial substituindo Emerson, para ajudar o time a se livrar do rebaixamento nos meses traumáticos que se seguiram à saída do técnico para a Juventus. Se não conseguiu se firmar com Rudi Völler nas primeiras rodadas, logo agarrou as oportunidades com Luigi Delneri até se transformar em homem de confiança de Bruno Conti, na espinhosa reta final que atingiu a salvezza com apenas três pontos de distância.
Com a chegada de Luciano Spalletti, no verão de 2005, De Rossi escolheu a camisa 16 que usou até 2019 e se efetivou como titular absoluto, responsável direto pela marcação no 4-1-4-1 do técnico toscano (que posteriormente viraria um 4-2-3-1 com o recuo de um entre David Pizarro e Alberto Aquilani). Liderança efetiva dentro do elenco, usou a faixa de capitão pela primeira vez contra o Middlesbrough, em março de 2006, pela Copa da UEFA. Na partida seguinte, o romanista foi centro das atenções em todo o mundo por marcar um gol de cabeça contra o Messina depois de ajeitar a bola no braço. O gol foi validado pelo árbitro Mauro Bergonzi, mas o próprio De Rossi pediu a anulação e venceu o prêmio fair play da UEFA naquele ano. Para coroar aquela temporada, foi ele quem guiou o time na sequência de onze vitórias seguidas na Serie A, recorde que a Internazionale bateria dois anos depois. Nestas partidas, o capitão Francesco Totti esteve fora de seis. Não à toa, foi escolhido o melhor jogador jovem da competição.

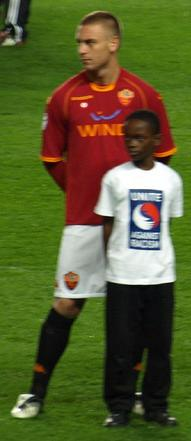
De Rossi pela Roma em 2008

Ainda pela Roma, De Rossi provou sua inteligência tática e domínio da leitura do jogo ano após ano, à medida que a carreira de Totti vai chegando a seu fim. Em Roma, o capitão exerce sempre uma influência notável e a faixa já tem dono depois que a camisa 10 deixar o futebol: um feito marcante, já que a última vez que um romano a herdou de um conterrâneo foi em 1934, quando Attilio Ferraris a transmitiu para Fulvio Bernardini. Nos últimos anos, De Rossi ganhou uma aura tão impenetrável na Cidade Eterna que a torcida praticamente relevou o pênalti isolado por ele nas quartas de final da Liga dos Campeões da UEFA, contra o Manchester United. Naquele abril de 2008, os Red Devils venceriam por 1 a 0, placar exato para eliminar a Roma pela segunda vez seguida, no "pior episódio da minha carreira", segundo o próprio jogador. Ao fim da temporada, o consolo foi a conquista da Copa da Itália — a sua segunda —, que somou-se a uma Supercopa da Itália conquistada em 2007 diante da Inter pelo placar mínimo, com gol seu de penalidade máxima.
Spalletti durou até as rodadas iniciais da Serie A, quando Claudio Ranieri assumiu o clube. Ao lado do também treinador romano, De Rossi fez uma de suas melhores temporadas na carreira. Foram 11 gols em 49 partidas — números generosos para um volante —, além de inúmeras assistências. O reconhecimento veio com o prêmio de melhor jogador italiano de 2009 pela Associação Italiana de Jogadores (AIC). Ranieri caiu em 2011 e Vincenzo Montella assumiu interinamente até dar lugar a Luis Enrique, com quem não conseguiu muita continuidade. De Rossi somou apenas 32 partidas e quatro gols marcados.
A temporada 2012–13, a nível de clube, foi outra aquém. Primeiramente sob o comando de Zdeněk Zeman e, após a demissão do boêmio, às ordens de Aurelio Andreazzoli, De Rossi, que já não vinha regular, só decaiu mais. Jogando pouco, o volante fez provavelmente a pior temporada desde que virou titular absoluto da Roma: 29 jogos, nenhum gol e técnica escassa. Já na temporada 2013–14, Rudi Garcia trouxe à Roma e a De Rossi novos ares. Com o treinador francês, clube e jogador romanos voltaram a fazer uma grande temporada. De Rossi figurou de novo como pilar do time — atuando em 36 partidas e marcando um gol — e os giallorossi chegaram em segundo na Serie A, garantindo vaga na próxima Liga dos Campeões.
No dia 14 de maio de 2019, o volante anunciou a sua saída da Roma após 18 anos.

### Boca Juniors
No dia 25 de julho de 2019, foi anunciado como novo jogador do Boca Juniors.
Estreou pelo clube no dia 14 de agosto, contra o Almagro, onde marcou um gol aos 28 minutos. No segundo tempo foi substituído por Jorman Campuzano. O Boca Juniors atuou com os reservas e acabou derrotado nos pênaltis por 3 a 1, em jogo válido pela Copa da Argentina.

### Aposentadoria
Em 6 de janeiro de 2020, anunciou sua aposentadoria após a rápida passagem na Argentina. Poucos meses depois do volante ter pendurado as chuteiras, o Boca Juniors sagrou-se campeão do Campeonato Argentino.

## Seleção Nacional
De Rossi iniciou carreira na Seleção Italiana atuando pela Sub-19 e posteriormente pela Sub-20. Mas foi com a Sub-21, entre os anos de 2003 e 2004, que vieram as primeiras notórias atuações. Com ela venceu como titular o Campeonato Europeu Sub-21 de 2004 e no mesmo ano chegou ao bronze olímpico.
4 de setembro de 2004 foi a data de sua estreia na Seleção Italiana principal. Aos 21 anos, foi convocado por Marcello Lippi e marcou um gol no triunfo sobre a Noruega por 1 a 1, em Palermo, pelas Eliminatórias da Copa do Mundo FIFA de 2006. No ano seguinte já ostentou pela primeira vez a faixa de capitão durante um amistoso contra a Islândia.
A regularidade vestindo azzurro foi premiada. Em maio de 2006, esteva na lista dos vinte e três convocados por Lippi para o Mundial da Alemanha. Iniciou a competição como titular, mas durante a segunda partida da fase de grupos, no empate por 1 a 1 contra os Estados Unidos, acertou uma cotovelada no atacante Brian McBride, foi expulso e acabou sendo suspenso pela FIFA por quatro jogos. De Rossi só voltou a atuar na final contra a França, entrando no lugar de Francesco Totti no segundo tempo. O volante teve boa atuação e sagrou-se campeão do mundo após a disputa por pênaltis, na qual converteu uma das cinco cobranças italianas.

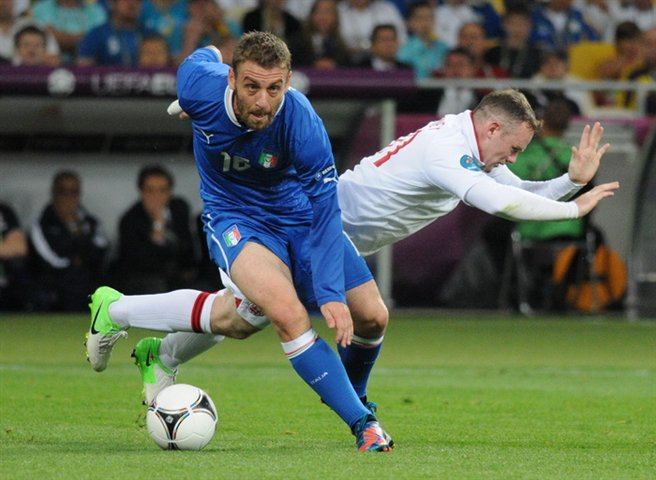
De Rossi durante a Euro 2012

Após o Mundial, o então técnico Roberto Donadoni tentou manter a base vencedora, mesmo sem uma ou outra peça, como Totti, que não jogou mais depois de 2006. De Rossi herdou sua camisa 10 e chegou à Euro 2008 como titular do meio. Todavia, na partida de estreia contra a Holanda, perdida por 3 a 0, não veio a ser escalado. Nos dois jogos seguintes, que colocariam a Itália nas quartas de final, já seria titular, inclusive marcando um gol na vitória contra a França por 2 a 0. Contra a Espanha nas quartas, perdeu um pênalti que, somado ao também desperdiçado por Antonio Di Natale, eliminou os azzurri do torneio.

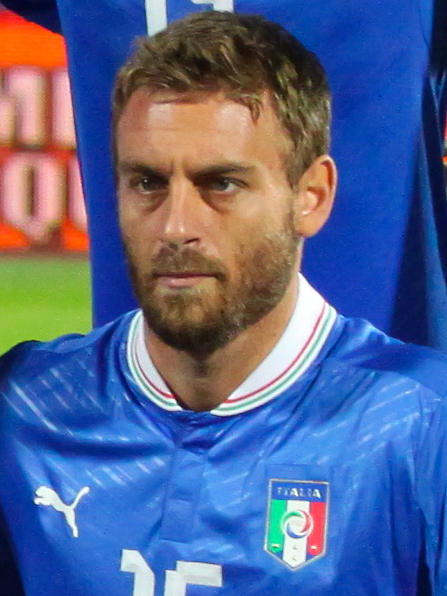
De Rossi em 2012

A Copa das Confederações FIFA de 2009 foi vexatória para a Itália. Novamente usando a 10, De Rossi marcou na vitória por 3 a 1 sobre os Estados Unidos, a única na campanha, sucumbida logo na primeira fase. Um ano depois, na Copa do Mundo FIFA de 2010, realizada na África do Sul, mais um desastre para os italianos: nova eliminação na primeira fase e desta vez sem nenhuma vitória. Vestindo a camisa 6, De Rossi teve atuações modestas e marcou no empate em 1 a 1 com o Paraguai. Marcelo Lippi foi o comandante em ambos os fiascos.
Cesare Prandelli assumiu a nazionale e De Rossi retomou à boa fase. Com atuações decisivas e gols, chegou novamente como grande protagonista para a Euro 2012. Na competição — envergando agora a sua conhecida camisa 16 e embora não indo às redes —, foi de significativa importância no caminho à final que culminou no vice-campeonato contra os espanhóis.
Na Copa das Confederações FIFA de 2013, o título ficou com a Seleção Brasileira, mas a Itália fez uma grande participação. De Rossi marcou um gol contra o Japão, na primeira fase, fundamental na vitória por 4 a 3. Os azzurri acabaram ficando com o terceiro lugar depois de serem desclassificados pela Espanha na semifinal e triunfarem sobre o Uruguai na disputa pelo posto.
A Copa do Mundo FIFA de 2014 chegou e, pelo segundo Mundial seguido, a campanha italiana foi sofrível. De Rossi fez atuações discretas nas duas primeiras partidas da fase de grupos — vitória contra a Inglaterra e derrota contra a Costa Rica — mas viu a nazionale ser eliminada no derradeiro jogo contra o Uruguai.
No dia 13 de novembro de 2017, após um empate com a Suécia que deixou a Itália fora da Copa do Mundo FIFA de 2018, anunciou sua despedida da Seleção.

## Carreira como treinador
Em julho de 2020, meses após ter se aposentado, De Rossi chegou a ser especulado para assumir o comando da Fiorentina, mas o acordo não aconteceu. O ex-volante iniciou a carreira de treinador como auxiliar de Roberto Mancini na Seleção Italiana, após tirar as licenças que o permitiram trabalhar. De Rossi fez parte da comissão técnica que conquistou o título da Euro 2020, realizada em 2021 por conta da pandemia de COVID-19.

### SPAL
Foi anunciado como técnico da SPAL no dia 11 de outubro de 2022, assinando contrato até 2024.
Em 14 de fevereiro de 2023, após três derrotas seguidas e com o time na zona de rebaixamento da Segunda Divisão, De Rossi foi demitido junto com sua comissão técnica. O treinador comandou a equipe em apenas 16 jogos, com três vitórias, seis empates e sete derrotas.

### Roma
Logo após a demissão de José Mourinho, De Rossi foi anunciado como técnico da Roma no dia 16 de janeiro de 2024, assinando até junho com o time em que é ídolo. O ex-volante realizou sua estreia no dia 20 de janeiro, em uma vitória em casa por 2–1 contra o Hellas Verona. Logo em seguida comandou a equipe em mais dois triunfos na Serie A, contra Salernitana e Cagliari, respectivamente.
No dia 18 de setembro de 2024, a Roma surpreendeu e comunicou a demissão de Daniele De Rossi. O treinador havia obtido bons resultados no primeiro semestre, equivalente à segunda metade da temporada europeia, mas não vinha conseguindo corresponder às expectativas no início da temporada 2024–25, com quatro jogos sem vitória na Serie A. No total, De Rossi comandou a equipe em 30 partidas, obtendo 14 vitórias, nove empates e sete derrotas.

## Títulos
Roma
- Copa da Itália: 2006–07 e 2007–08
- Supercopa da Itália: 2007

Boca Juniors
- Campeonato Argentino: 2019–20

Seleção Italiana
- Campeonato Europeu Sub-21: 2004
- Medalha de bronze nos Jogos Olímpicos: 2004
- Copa do Mundo FIFA: 2006

### Prêmios individuais
- Oscar do futebol AIC (Associação Italiana de Jogadores): Melhor jogador jovem: 2006
- Oscar do futebol AIC (Associação Italiana de Jogadores): Melhor jogador italiano: 2009
- All-Star Team da Euro: 2012
- 42º melhor jogador do ano de 2012 (The Guardian)[27]